# محمد سواری
محمد سواری (زاده 	‎۲۴ بهمن ۱۳۶۳) بازیکن سابق فوتبال اهل ایران است.